# Youssouf Fofana
Youssouf Fofana (sinh ngày 10 tháng 1 năm 1999) là một cầu thủ bóng đá chuyên nghiệp người Pháp hiện đang thi đấu ở vị trí tiền vệ cho câu lạc bộ AC Milan của Serie A và đội tuyển bóng đá quốc gia Pháp.

## Thời thơ ấu
Youssouf Fofana sinh ngày 10 tháng 1 năm 1999 ở Paris và anh là người gốc Mali.

## Sự nghiệp câu lạc bộ

### Strasbourg
Fofana bắt đầu sự nghiệp bóng đá của mình khi chơi cho các đội trẻ của nhiều câu lạc bộ ở Paris trước khi các tuyển trạch viên của RC Strasbourg phát hiện ra anh vào tháng 1 năm 2017 và đưa anh vào đội trẻ của câu lạc bộ. Tiếp theo đó, anh gia nhập học viện bóng đá RC Strasbourg vào ngày 21 tháng 2 năm 2017. Sau khi chơi cho đội dự bị ở Championnat National 3 được một năm, anh ký hợp đồng chuyên nghiệp đầu tiên với đội một của Strasbourg vào ngày 17 tháng 9 năm 2018. Anh có trận ra mắt cho Strasbourg vào ngày 24 tháng 8 năm 2018 trong trận thua 0–2 trước Olympique Lyon ở Ligue 1 khi vào sân thay cho Ibrahima Sissoko ở phút thứ 84. Anh ghi bàn thắng đầu tiên vào ngày 19 tháng 1 trong chiến thắng 5–1 trên sân khách trước AS Monaco. Sau khi mùa giải 2018–19 kết thúc, anh đã ra sân 17 lần và ghi một bàn thắng. Sau khi nghỉ thi đấu hai tháng đầu mùa giải 2019–20 vì chấn thương, anh đã trở lại đội hình xuất phát vào giữa tháng 10 năm 2019.

### Monaco
Fofana chơi trận cuối cùng cho Strasbourg vào ngày 25 tháng 1 năm 2020 trong chiến thắng 3–1 trên sân khách trước Monaco. Bốn ngày sau, anh được Monaco chiêu mộ với trị giá 15 triệu euro. Vào ngày 1 tháng 2 năm 2020, anh ra mắt trong trận thua 3–1 trên sân khách trước Nîmes. Vào ngày 25 tháng 11 năm 2021, Fofana ghi bàn thắng đầu tiên cho Monaco khi ghi bàn thắng ấn định trong chiến thắng 2–1 trên sân nhà trước Real Sociedad tại UEFA Europa League. Anh ghi bàn thắng đầu tiên cho câu lạc bộ trong trận thua 4–2 trên sân nhà trước Troyes ở Ligue 1 vào ngày 31 tháng 8 năm 2022.

## Sự nghiệp quốc tế
Fofana từng là cầu thủ trẻ của Pháp và anh đã từng thi đấu cho các cấp đội tuyển U-19 đến U-21.
Vào ngày 15 tháng 9 năm 2022, Fofana lần đầu tiên được triệu tập vào đội tuyển quốc gia Pháp cho hai trận đấu tại UEFA Nations League gặp Áo và Đan Mạch. Vào tháng 11, anh được triệu tập để tham dự FIFA World Cup 2022 ở Qatar bởi Didier Deschamps. Tại giải đấu này, anh ra sân sáu trong bảy trận của Pháp, bắt đầu tại trận thua Tunisia 1–0 ở vòng bảng và chiến thắng 2–0 trước Maroc ở bán kết. Trong trận chung kết trước Argentina vào ngày 18 tháng 12, Fofana vào sân thay người ở phút thứ 96 trong hiệp phụ cho Adrien Rabiot. Trận đấu kết thúc với tỷ số 3–3 và Argentina giành chiến thắng sau loạt sút luân lưu.
Vào ngày 18 tháng 11 năm 2023, Fofana ghi bàn thắng đầu tiên cho Pháp khi ghi bàn thắng thứ bảy trong chiến thắng 14–0 trước Gibraltar ở vòng loại UEFA Euro 2024. Trong trận đấu tiếp theo trước Hy Lạp, anh ghi bàn thắng từ cự ly 25 m trong trận hòa 2–2.

## Thống kê sự nghiệp

### Câu lạc bộ
Tính đến 9 tháng 12 năm 2023
| Câu lạc bộ          | Mùa giải            | Giải vô địch        | Giải vô địch | Giải vô địch | Cúp quốc gia | Cúp quốc gia | Cúp Liên đoàn | Cúp Liên đoàn | Châu lục | Châu lục | Tổng cộng | Tổng cộng |
| Câu lạc bộ          | Mùa giải            | Hạng đấu            | Trận         | Bàn          | Trận         | Bàn          | Trận          | Bàn           | Trận     | Bàn      | Trận      | Bàn       |
| ------------------- | ------------------- | ------------------- | ------------ | ------------ | ------------ | ------------ | ------------- | ------------- | -------- | -------- | --------- | --------- |
| Strasbourg B        | 2017–18             | National 3          | 29           | 3            | —            | —            | —             | —             | —        | —        | 29        | 3         |
| Strasbourg B        | 2018–19             | National 3          | 5            | 1            | —            | —            | —             | —             | —        | —        | 5         | 1         |
| Strasbourg B        | Tổng cộng           | Tổng cộng           | 34           | 4            | —            | —            | —             | —             | —        | —        | 34        | 4         |
| Strasbourg          | 2018–19             | Ligue 1             | 17           | 2            | 1            | 0            | 4             | 1             | —        | —        | 22        | 3         |
| Strasbourg          | 2019–20             | Ligue 1             | 13           | 1            | 1            | 0            | 2             | 0             | 3        | 0        | 19        | 1         |
| Strasbourg          | Tổng cộng           | Tổng cộng           | 30           | 3            | 2            | 0            | 6             | 1             | 3        | 0        | 41        | 4         |
| Monaco              | 2019–20             | Ligue 1             | 7            | 0            | —            | —            | —             | —             | —        | —        | 7         | 0         |
| Monaco              | 2020–21             | Ligue 1             | 35           | 0            | 5            | 0            | —             | —             | —        | —        | 40        | 0         |
| Monaco              | 2021–22             | Ligue 1             | 33           | 0            | 4            | 0            | —             | —             | 9        | 1        | 46        | 1         |
| Monaco              | 2022–23             | Ligue 1             | 36           | 2            | 1            | 0            | —             | —             | 10       | 0        | 47        | 2         |
| Monaco              | 2023–24             | Ligue 1             | 13           | 1            | 0            | 0            | —             | —             | —        | —        | 13        | 1         |
| Monaco              | Tổng cộng           | Tổng cộng           | 124          | 3            | 10           | 0            | —             | —             | 19       | 1        | 153       | 4         |
| Tổng cộng sự nghiệp | Tổng cộng sự nghiệp | Tổng cộng sự nghiệp | 188          | 10           | 12           | 0            | 6             | 1             | 22       | 1        | 228       | 12        |

1. ↑  Bao gồm Coupe de France
2. ↑  Bao gồm Coupe de la Ligue
3. ↑  Ra sân tại UEFA Europa League
4. ↑  Bốn lần ra sân tại UEFA Champions League, năm lần ra sân và ghi một bàn thắng tại UEFA Europa League
5. ↑  Hai lần ra sân tại UEFA Champions League, tám lần ra sân tại UEFA Europa League

### Quốc tế
Tính đến 21 tháng 11 năm 2023
| Đội tuyển quốc gia | Năm       | Trận | Bàn |
| ------------------ | --------- | ---- | --- |
| Pháp               | 2022      | 8    | 0   |
| Pháp               | 2023      | 7    | 2   |
| Tổng cộng          | Tổng cộng | 15   | 2   |

Tỷ số và kết quả liệt kê bàn thắng của Pháp được để trước, cột tỷ số cho biết tỷ số sau mỗi bàn thắng của Fofana.
| # | Ngày                 | Địa điểm                                 | Trận | Đối thủ   | Bàn thắng | Kết quả | Giải đấu                 |
| - | -------------------- | ---------------------------------------- | ---- | --------- | --------- | ------- | ------------------------ |
| 1 | 18 tháng 11 năm 2023 | Allianz Riviera, Nice, Pháp              | 14   | Gibraltar | 7–0       | 14–0    | Vòng loại UEFA Euro 2024 |
| 2 | 21 tháng 11 năm 2023 | Sân vận động Agia Sophia, Athens, Hy Lạp | 15   | Hy Lạp    | 2–2       | 2–2     | Vòng loại UEFA Euro 2024 |

## Danh hiệu

### Câu lạc bộ

#### Strasbourg
- Coupe de la Ligue: 2018–19[22]

### Quốc tế
- Á quân FIFA World Cup: 2022[17]